# ULAS J1120+0641
ULAS J1120+0641は、2011年6月29日に発見が公表されたクエーサーである。発見時点で、共動距離 288.5億光年と既知の最も遠いクエーサーであり（現在ではさらに遠いULAS J1342+0928が知られている）、赤方偏移が7に達する最初のクエーサーである。AP通信を含むいくつかのニュースで、このクエーサーは、これまで観測された宇宙で最も明るい天体だと報じられたが、これは誤報であり、これより少なくとも100倍明るいクエーサーも知られている。

## 発見
ULAS J1120+0641は、ハワイのマウナ・ケア山にあるイギリス赤外線望遠鏡を用いたUKIRT赤外線ディープ・スカイ・サーベイ(UKIDSS)によって発見された。天体の名前は、発見されたUKIDSS Large Area Survey (ULAS)と天球座標系における天体の位置（赤経:11h20m、赤緯:+06°41′）に由来する。この方角は、しし座の中で、しし座σ星に近い。このクエーサーは、可視光よりも波長が長くエネルギーが小さい赤外線でのサーベイ中に発見された。これは、ULAS J1120+0641から光が放出された際には、波長が短くエネルギーが大きい紫外線の波長であったが、宇宙の膨張のために、光が宇宙を進んで地球に届くまでの間に、赤方に偏移するためである。
UKIDSSの科学者のチームは、赤方偏移が6.5以上のクエーサーを何年も探索していたが、ULAS J1120+0641は赤方偏移が7.0を超える期待以上のものであった。
UKIDSSは、近赤外線の測光学的サーベイであるため、当初の発見は、zphot>6.5の赤方偏移だけであった。発見の公表の前、チームはジェミニ天文台と超大型望遠鏡VLTの分光計を用い、7.085±0.003という赤方偏移の値を得た。

## 概要

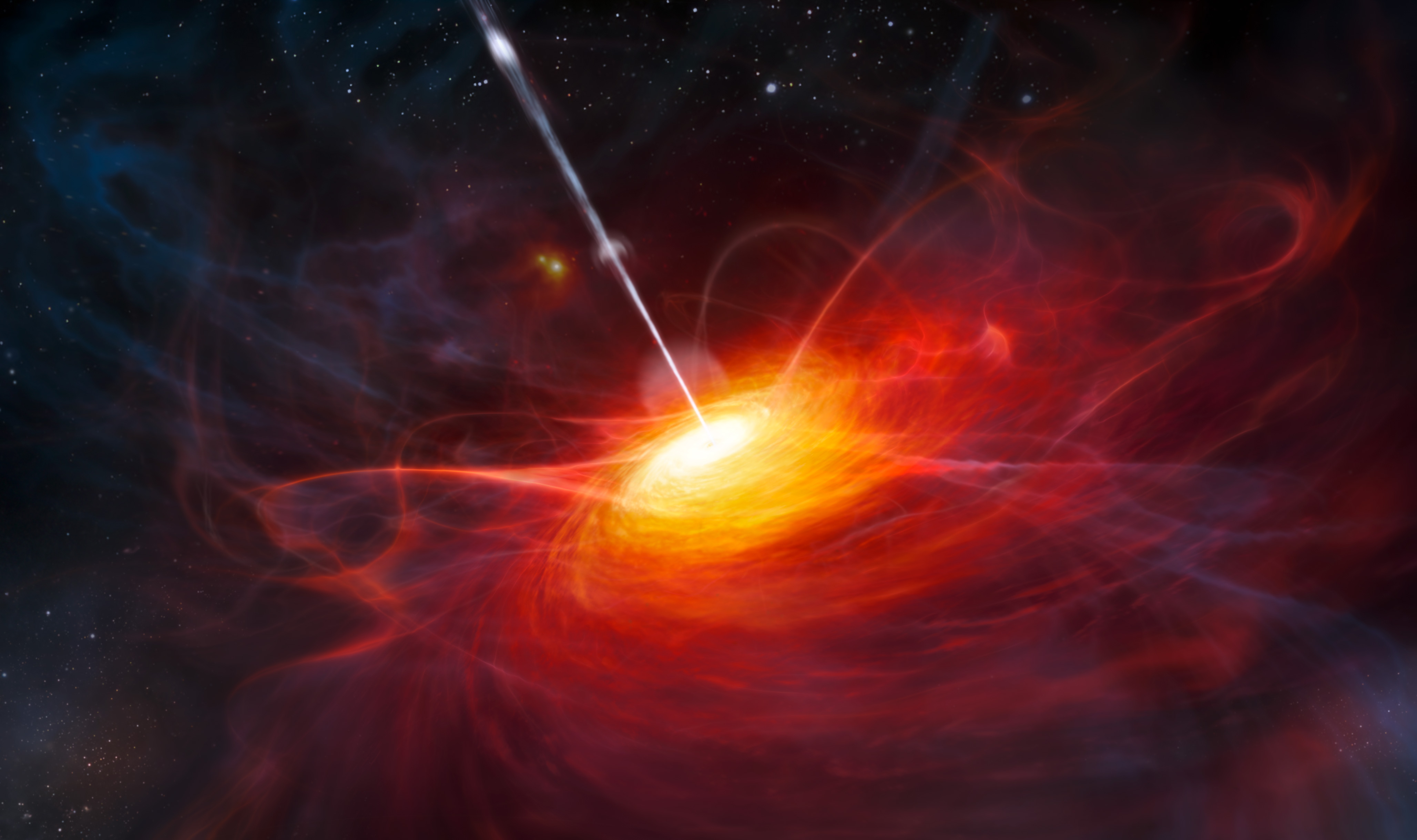
ULAS J1120+0641のイメージ

ULAS J1120+0641の赤方偏移は7.085であり、この値は、地球から288.5億光年の距離(共動距離)に相当する。発見時点で、最も遠いクエーサーであった。今日地球に届いているULAS J1120+0641からの光は、約130億年前に起こったビッグバンから7億7,000万年以内のものである。これは、それまでに知られていた最も遠いクエーサーからの光より1億年も早い。
クエーサーの光度は、太陽光度の6.3×1013倍と推定されている。このエネルギーは、太陽質量の2+1.5-0.7×109倍の質量を持つと推定される超大質量ブラックホールによって生み出されている。ブラックホールがクエーサーにエネルギーを与えているが、光はブラックホール自体から来ている訳ではない。ULAS J1120+0641の発見を公表した論文の主著者のダニエル・モートロックは、「超大質量ブラックホール自体は暗いが、周囲にガスか塵のディスクを持っていて、これが熱くなり、銀河全体の恒星よりも明るく輝く」と説明している。

## 意義
ULAS J1120+0641からの光は、星間物質が電気的に中性な物質からイオン化された状態へと遷移する過程で放出されたと理論的に予測される時期が終わる前に放出されたものである。クエーサーは、再イオン化として知られるこの過程で重要なエネルギー源であり、そのため、遷移過程の前のクエーサーは理論的に興味深い意義を持つ。紫外線領域の光度が非常に大きいため、クエーサーは再イオン化の研究にも非常に役立つ。
また、クエーサーのスペクトル中にこれほど大きな中性水素の吸収画分が見つかったのは初めてのことだった。モートロックは、ULAS J1120+0641の赤方偏移の水素の10%から15%が中性であると推定している。その他の全てのクエーサーの中性水素画分は、それがわずか1億年だけ若いものであっても、1%かそれ以下であった。
ULAS J1120+0641の超大質量ブラックホールは、それまでの予測よりも大きい質量を持っていた。エディントン限界は、ブラックホールの成長速度の上限を与えるため、ビッグバン直後のこのような大質量のブラックホールの存在は、非常に大きな初期質量が存在していたか、数千の小さなブラックホールが融合したことを示唆している。